# Spurilla sargassicola
Spurilla sargassicola is een slakkensoort uit de familie van de Aeolidiidae. De wetenschappelijke naam van de soort is voor het eerst geldig gepubliceerd in 1861 door Bergh.